# 301949 Hambálek
301949 Hambálek è un asteroide della fascia principale. Scoperto nel 2000, presenta un'orbita caratterizzata da un semiasse maggiore pari a 2,547459 UA e da un'eccentricità di 0,168607, inclinata di 1,633504° rispetto all'eclittica.